# سحرخیزی

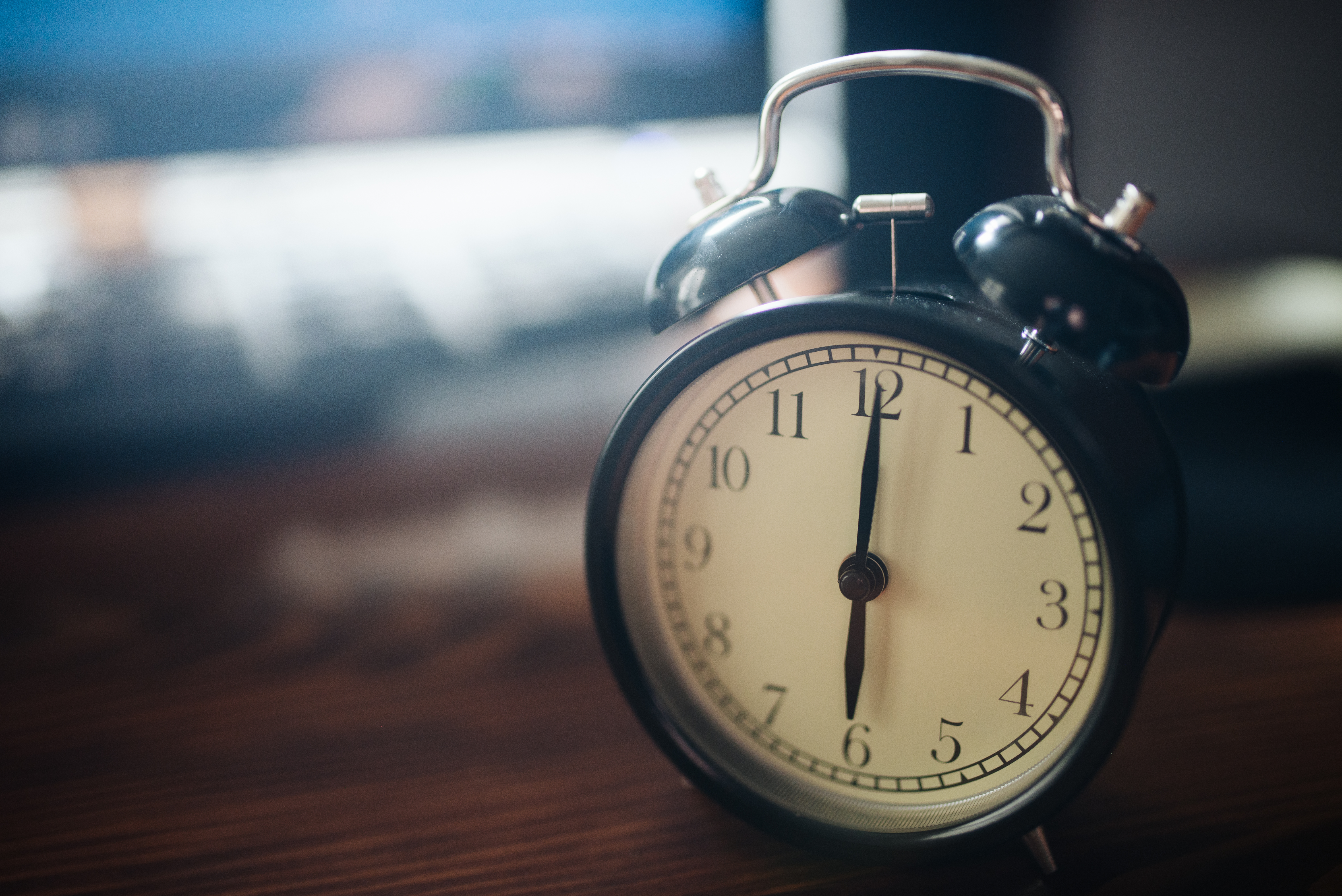
ساعتی که ۶:۰۰ صبح را نشان می‌دهد (نمادی از سحرخیزی)

سحرخیزی یا زودتر بیدار شدن از سایرین به عنوان یک روش بهره‌وری مفید توصیف شده‌است و شامل برخاستن در سپیده‌دم به‌طور مداوم برای انجام کارهای بیشتر در طول روز است. این شیوه از دوران باستان توصیه شده‌است و در حال حاضر، توسط تعدادی از متخصصان رشد شخصی نیز پیشنهاد می‌شود.

## برخی تحقیقات و گزارش‌های علمی و آماری
پژوهش‌ها نشان می‌دهد زود بیدار شدن می‌تواند بر موفقیت اثر مثبت داشته باشد: افرادی که زودتر بیدار می‌شوند، پیش‌کنشگری بیشتری دارند، که می‌تواند باعث نمرات بهتر در دانشگاه و حقوق بیشتر در مشاغل باشد. در پژوهش دیگری که در استرالیا و روی ۲۲۰۰ شخص ۹ تا ۱۶ ساله انجام شد، مشخص شد کودکانی که ۱ تا ۱٫۵ ساعت دیرتر می‌خوابند و دیرتر بیدار می‌شوند، به احتمال بیشتری دچار چاقی می‌شوند، نسبت به کودکانی که زودتر می‌خوابند و زودتر بیدار می‌شوند، حتی با وجود اینکه مقدار خواب هر دو گروه یکسان است.

## سحرخیزی در ضرب‌المثل‌های کشورهای مختلف
در ضرب‌المثل‌های فرهنگ‌های مختلف، سحرخیزی عامل موفقیت و سلامت و ثروت دانسته شده‌است.
- ضرب‌المثل فارسی بیان می‌دارد «سحرخیز باش تا کامروا شوی»
- ضرب‌المثل انگلیسی می‌گوید: پرنده سحرخیز کرم را می‌گیرد (early bird gets the worm)
- ضرب‌المثل آلمانی می‌گوید: ساعت صبح (یا: سحرخیز) طلا در دهان دارد (Morgenstund hat Gold im Mund)
- ضرب‌المثل ژاپنی: زود بیدار شدن سه پول ارزش دارد (早起きは三文の徳)
- ضرب‌المثل ایتالیایی: کسی که می‌خوابد، هیچ ماهی ای نصیبش نمی‌شود (Chi dorme non piglia pesci)
- ضرب‌المثل مکزیکی: آنکه زودتر بیدار می‌شود را خدا کمک می‌کند (Al que madruga, Dios lo ayuda)
- ضرب‌المثل اسپانیایی: کسانی که زود بیدار می‌شوند، خدا به آنها کمک می‌کند. (A quien madruga, Dios le ayuda)
- ضرب‌المثل کرواسی: هر که زود زخم می‌زند، دو شادی را می‌گیرد (Tko rano rani, dvije sreće grabi)
- ضرب‌المثل لهستانی: هر که صبح بلند شود، خدا به او می‌دهد (Kto rano wstaje, temu Pan Bóg daje)

بنجامین فرانکلین هم می‌گوید: " Early to bed and early to rise, makes a man healthy, wealthy, and wise" (زود خوابیدن و زود برخاستن شخص را سلامت، ثروتمند و فرزانه می‌کند) که در انگلیسی تبدیل به ضرب‌المثل شده‌است.